# Manettia veronicoides
Manettia veronicoides är en måreväxtart som beskrevs av Paul Carpenter Standley. Manettia veronicoides ingår i släktet Manettia och familjen måreväxter.
Artens utbredningsområde är Peru. Inga underarter finns listade i Catalogue of Life.